# زبان نیاارمنی
نیا-اَرمنی نیازبانی تایید نشده از زبان ارمنی است که زبان شناسان آن را بازسازی کرده اند. از آنجایی که ارمنی تنها زبان شناخته شده از خانواده زبان های هند و اروپایی است، نمی توان از روش هم‌سنجی برای بازسازی نخستین مرحله های آن استفاده کرد. در عوض، ترکیبی از بازسازی درونی و بیرونی، با بازسازی شاخه‌های زبان نیا-هندو-اروپایی و دیگر شاخه‌ها، به زبان‌شناسان اجازه داده است که تاریخ پیشین ارمنی را کنار هم بگذارند.